# Toyokazu Nomura
Toyokazu Nomura (jap. 野村 豊和 Nomura Toyokazu; ur. 14 lipca 1949 w Kōryō) – japoński judoka. Złoty medalista olimpijski z Monachium.
Zawody w 1972 były jego jedynymi igrzyskami olimpijskimi. Zwyciężył w wadze półśredniej, do 70 kilogramów. W finale pokonał Polaka Antoniego Zajkowskiego. Zdobył trzy medale mistrzostw świata, triumfując w 1973 w wadze do 70 kilogramów i zajmując drugie miejsce w 1969 i 1971 w wadze do 63 kilogramów. Zwyciężał w mistrzostwach Azji w 1972 oraz był mistrzem kraju seniorów.